# Thời kỳ vàng son của phim khiêu dâm

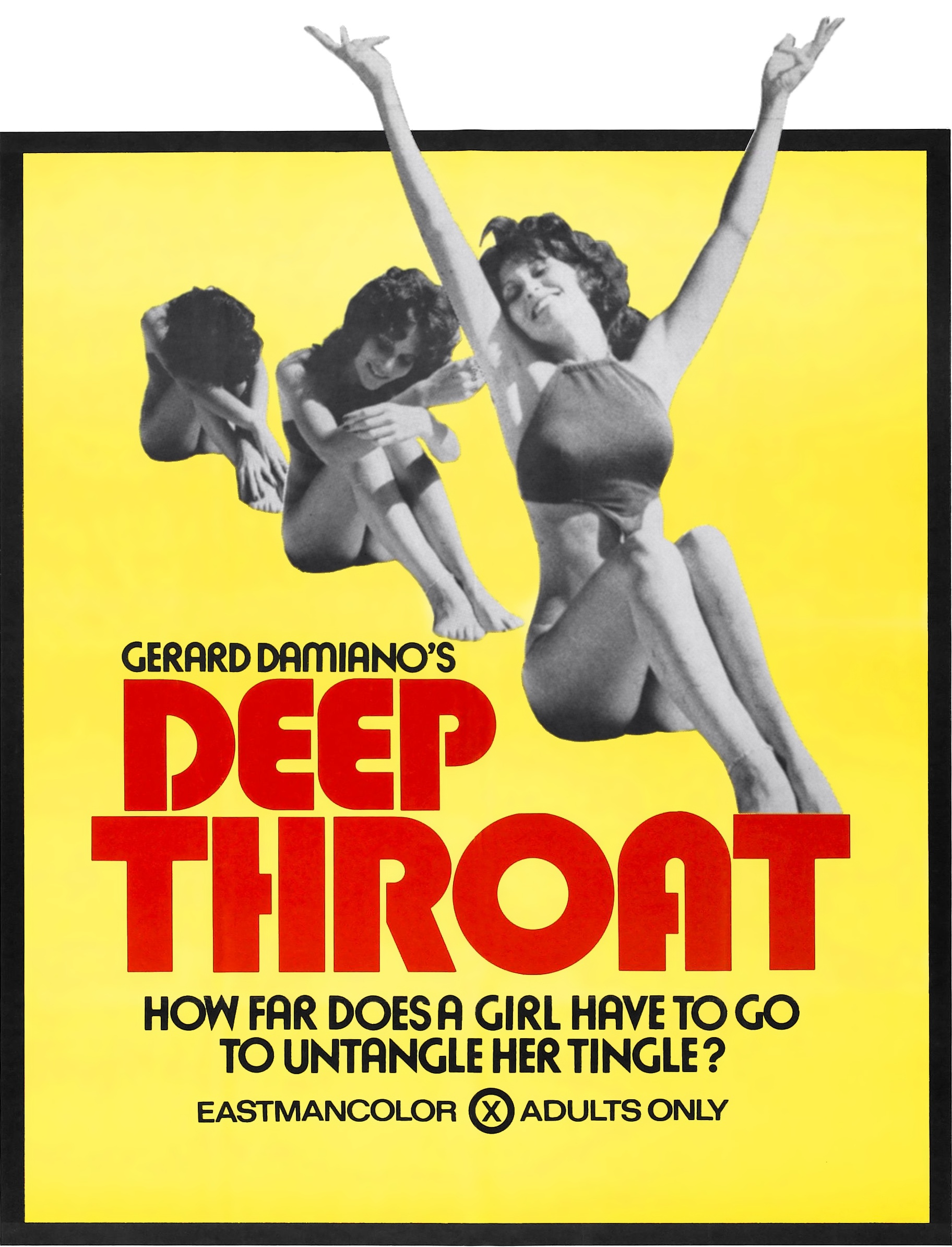
Deep Throat được coi là phim khơi dậy cho thời kỳ vàng của phim khiêu dâm

Thời kỳ vàng phim khiêu dâm (tiếng Anh: Golden Age of Porn hay porno chic) là khoảng thời gian 15 năm (khoảng từ 1969–1984) phát triển mạnh trên toàn cầu của ngành công nghiệp khiêu dâm Mỹ. Thời điểm này, các phim điện ảnh có những cảnh tình dục trần trụi được công chúng chấp nhận và đánh giá tích cực. Thời kỳ vàng bắt đầu với phim Blue Movie (1969) của đạo diễn Andy Warhol và Mona (1970) của nhà sản xuất Bill Osco. Đây là những phim khiêu dâm đầu tiên có cảnh tình dục rõ rệt được phát hành rộng rãi tại các rạp ở Mỹ. Tiếp sau đó là các phim như Deep Throat (1972) với sự tham gia của nữ diễn viên Linda Lovelace, đạo diễn Gerard Damiano; The Opening of Misty Beethoven (1976) của đạo diễn Radley Metzger.